# 밀양 교동 손정식 고가
밀양 교동 손정식 고가(密陽 校洞 孫正植 古家)는 대한민국 경상남도 밀양시 교동, 밀양향교 서쪽 서촌에 자리잡은 옛집이다. 1991년 12월 23일 경상남도의 문화재자료 제186호 밀양교동손정식씨고가으로 지정되었다가, 2018년 12월 20일 현재의 명칭으로 변경되었다.

## 개요
밀양향교 서쪽 서촌에 자리잡은 옛집으로, 조선 고종 8년(1871)에 지었다.
안채를 중심으로 ㄱ자형 사랑채와 곳간채가 ㅁ자형으로 배치되어 있다. 중문간채는 사랑채에 이어져 있으며 안마당을 중심으로 모든 공간이 연결되어 있고 문간채는 최근에 지은 것이다.
안채는 앞면 7칸·옆면 2칸 규모이며, 지붕은 옆면에서 볼 때 사람 인(人)자 모양인 맞배지붕이다. 앞쪽에 퇴칸이 있고 뒤쪽에는 부분적으로 퇴칸을 놓았다. 부엌을 늘려서 눈썹지붕으로 처리한 출입구가 특이하다.
사랑채는 앞면 4칸·옆면 2칸 규모로 지붕은 맞배지붕이다. 4칸이 직각으로 이어져 ㄱ자형을 이루고 있으며, 3칸 규모의 중문간채가 평행으로 연결되어 있다. 뒤쪽 툇마루와 안마당이 연결되고 있으며, 방의 수가 늘어나면서 기능의 분화가 이루어졌다.

## 참고 자료
- 밀양 교동 손정식 고가 - 국가유산청 국가유산포털